# سارا مونتیل
سارا مونتیل (به اسپانیایی: Sara Montiel) (زاده ۱۰ مارس ۱۹۲۸ در کامپو دکریپتانا - درگذشته ۸ آوریل ۲۰۱۳ در مادرید) خواننده و هنرپیشه اهل اسپانیا بود.
نام اصلی او «ماریا آنتونیا آلخاندرا ویسنتا الپیدیا اسیدورا آباد فرناندز» (به اسپانیایی: María Antonia Abad Fernández) بود. سارا مونتیل از هنرپیشگان و خوانندگان محبوب در کشورهای اسپانیایی‌زبان و صنعت فیلم اسپانیا بود.
استعداد سارا مونتیل در شانزده‌سالگی توسط ویسنته کازانووا، کارگردان، کشف شد. سارا در سال ۱۹۵۰ به هالیوود رفت و در فیلم‌های معروفی چون ورا کروز، یوما و عاشقانه (Serenade) بازی کرد. در ۱۹۵۷ به اسپانیا بازگشت و در یکی از موفق‌ترین فیلم‌های اسپانیایی یعنی غزل خداحافظی (El último cuplé) نقش‌آفرینی کرد.
مونتیل چهار بار ازدواج کرد ازجمله با آنتونی مان، کارگردان، خوزه ویسنته رامیرز اولالا، تهیه‌کننده فیلم و تونی هرناندز، جوانی کوبایی که اختلاف سنی زیادی با سارا مونتیل داشت. سارا دو فرزند داشت. او در ۸۵ سالگی در مادرید درگذشت.

## فیلم‌شناسی
- ۱۹۵۴: وراکروز (Vera Cruz)
- ۱۹۵۶: عاشقانه (Serenade)
- ۱۹۵۷: غزل خداحافظی (El último cuplé)
- ۱۹۵۸: بنفشه‌فروش (La violetera)
- ۱۹۵۷: فرار تیر (Run of the Arrow)
- ۱۹۵۹: یک دختر علیه ناپلئون (A Girl Against Napoleon، Carmen la de Ronda)